# 400 mètres masculin aux Jeux olympiques d'été de 1992 (athlétisme)
Navigation
Séoul 1988 Atlanta 1996
L'épreuve du 400 mètres masculin aux Jeux olympiques de 1992 s'est déroulée du 1er au 5 août 1992 au Stade olympique de Montjuic de Barcelone, en Espagne.  Elle est remportée par l'Américain Quincy Watts qui établit un nouveau record olympique en 43 s 50.

## Résultats

### Finale
| Rang               | Athlète               | Pays              | Temps   | Notes |
| ------------------ | --------------------- | ----------------- | ------- | ----- |
| Médaille d'or      | Quincy Watts          | États-Unis        | 43 s 50 | OR    |
| Médaille d'argent  | Steve Lewis           | États-Unis        | 44 s 21 |       |
| Médaille de bronze | Samson Kitur          | Kenya             | 44 s 24 |       |
| 4                  | Ian Morris            | Trinité-et-Tobago | 44 s 25 |       |
| 5                  | Roberto Hernández     | Cuba              | 44 s 52 |       |
| 6                  | David Grindley        | Royaume-Uni       | 44 s 75 |       |
| 7                  | Ibrahim Ismail Muftah | Qatar             | 45 s 10 |       |
| 8                  | Susumu Takano         | Japon             | 45 s 18 |       |

## Légende
Records et Performances
- AR : Record continental (area record)
- CR : Record des championnats (championship record)
- MR : Record du meeting (meet record)
- NR : Record national (national record)
- OR : Record olympique (olympic record)
- PR : Record paralympique (paralympic record)
- PB : Record personnel (personal best)
- SB : Meilleure performance personnelle de la saison (season's best)
- WL : Meilleure performance mondiale de l'année (world leader)
- WJR : Record du monde junior (world junior record)
- WR : Record du monde (world record)

Circonstances et Conditions
- DNF : N'a pas terminé (did not finish)
- DNS : N'a pas pris le départ (did not start)
- DQ : Disqualification (disqualification)
- NM : Aucun essai valable enregistré (No Mark)
- Q : Qualifié « directement » au prochain tour (ou à la prochaine compétition), lors d'une compétition majeure, grâce au classement ou à la réalisation des minima (automatic qualifier)
- q : Qualifié au prochain tour (ou à la prochaine compétition), lors d'une compétition majeure, grâce au repêchage ou à la réalisation de l'une des meilleures performances parmi celles des « non qualifiés directement » (grâce au meilleur temps ou à la meilleure distance par exemple) (secondary qualifier)